# Alcimus rubiginosus
Alcimus rubiginosus là một loài ruồi trong họ Asilidae. Alcimus rubiginosus được Gerstaecker miêu tả năm 1871. Loài này phân bố ở vùng nhiệt đới châu Phi.